# Гаджи
Га̀джи (на италиански: Gaggi, на сицилиански и официално до 1939 г.: Kaggi, Каджи) е малко градче и община в Южна Италия, провинция Месина, автономен регион и остров Сицилия. Разположено е на 106 m надморска височина. Населението на общината е 3153 души (към 2011 г.).